# Livre pour l'enseignement de ses filles (Chevalier de La Tour Landry)

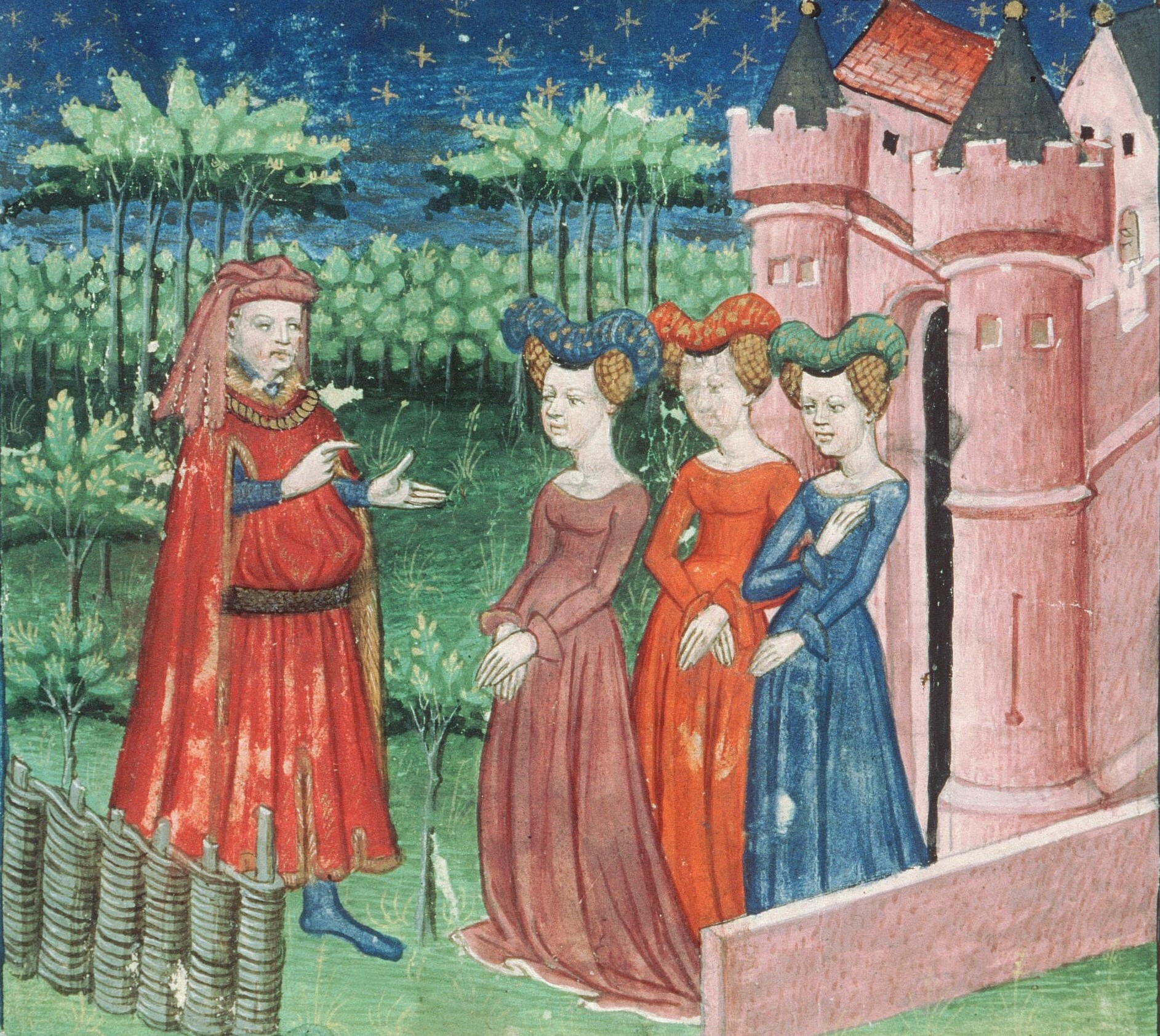
Geoffroi de La Tour Landry enseignant à ses filles, enluminure provenant d'un manuscrit du XV du Livre pour l'enseignement de ses filles

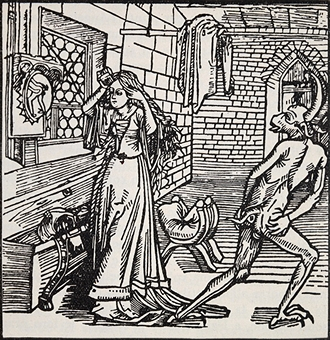
Le démon de la vanité et la coquette. Extrait de Ritter vom Turn, 1493

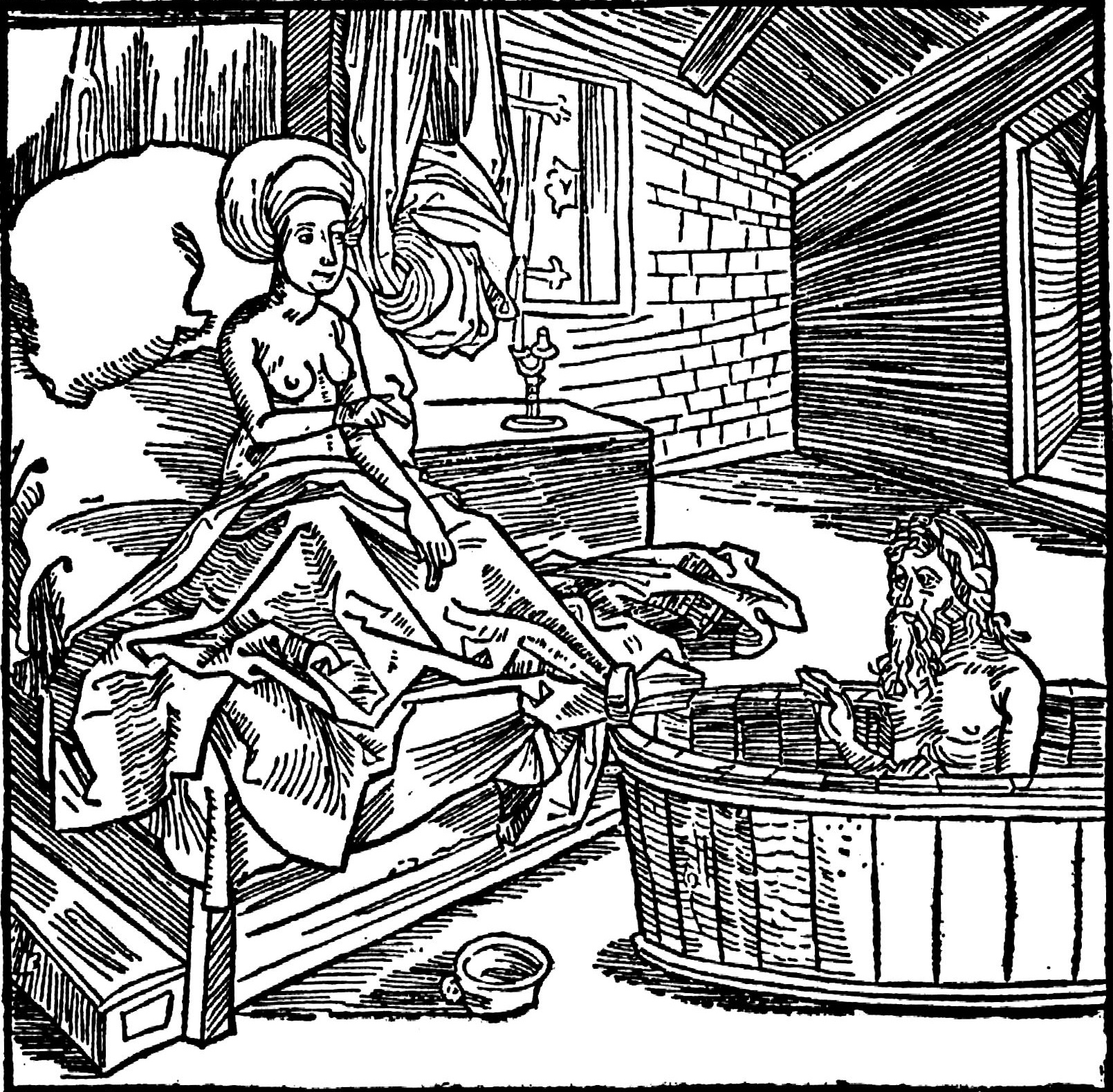
La femme et l'ermite se baignant

Le Livre du Chevalier de la Tour Landry pour l'enseignement de ses filles est un traité d’éducation morale destiné à ses filles, composé par le chevalier français Geoffroi de La Tour Landry de 1371 à 1373.

## Contenu
Le Livre pour l'enseignement de ses filles servit comme un guide pour les filles de La Tour Landry sur le comportement à adopter lors de leur visite à la cour royale, qui est remplie de courtisans qui pourraient les déshonorer et embarrasser la famille. L'auteur était veuf, soucieux du bien-être de ses filles. Il prend une position morale ferme contre le comportement de ses pairs et met en garde ses filles contre les dangers de la vanité.

## Diffusion, influence et postérité
Ce livre a joui aux XIVe et XVe siècles d'une très grande popularité en France, en Angleterre et en Allemagne. 
En France, sa diffusion est attestée par le nombre assez important — au moins 21 — de manuscrits médiévaux conservés. Ces manuscrits, souvent d'un aspect très soigné, ont été prisés de la très haute aristocratie. L'ouvrage a également fait l'objet d'au moins trois éditions parisiennes au début du XVIe siècle : la première en 1514, pour le compte du libraire Guillaume Eustace ; une seconde par Michel Le Noir en février 1517 et une troisième, ne comportant aucune date, par la veuve de Jean Trepperel et son gendre Jean Jehannot entre 1514 et 1519, période au cours de laquelle ces deux imprimeurs ont été associés.
En Angleterre, le livre a fait l'objet au XVe siècle de deux traductions différentes en anglais. La première, The book of the Knight of La Tour Landry, réalisée sous le règne du roi Henri VI d'Angleterre (1422-1461), a connu une diffusion très limitée, puisqu'elle est conservée dans un seul manuscrit,. La seconde traduction, réalisée par William Caxton, le premier imprimeur anglais, fut achevée, selon son colophon, le 1er juin 1483, sous le règne d'Édouard V et publiée l'année suivante sous le titre The Book of the Knight in the Tower,.
Sa traduction en allemand est Der Ritter vom Turm en 1493 a été le travail de Marquard vom Stein, membre de la noblesse souabe. Il avait lui-même deux filles, Elsa et Jakobea. Cette traduction a été imprimée par Michael Furter en 1493, et certaines de ses illustrations ont été attribuées à Albrecht Dürer,  et Urs Graf. Par la suite, les éditions allemandes se multiplièrent : deux autres au XVe siècle, sept au XVIe siècle, deux au XVIIe siècle, une dernière au XIXe siècle.
L'artiste contemporain Philippe Guesdon a fait une relecture des gravures attribuées à Dürer illustrant ce livre. Ces peintures de grand format ont été exposées lors d'une exposition personnelle au château de Combs-la-ville et au château de Coulonges-sur-l'Autize.